# Mats Wieffer
Mats Wieffer (Borne, 16 november 1999) is een Nederlands voetballer die als middenvelder voor Brighton & Hove Albion speelt. Hij maakte in maart 2023 zijn debuut in het Nederlands elftal.

## Carrière

### Voetballer

#### Twente
Mats Wieffer speelde in de jeugd van RKSV NEO en FC Twente. In het seizoen 2017/18 speelde hij één wedstrijd voor Jong FC Twente in de Derde divisie zaterdag, in de met 1-3 gewonnen uitwedstrijd tegen Odin '59 op 26 mei 2018. Na dit seizoen was Jong FC Twente niet meer actief in de voetbalpiramide, maar speelde nog wel in de beloftencompetitie. Vanaf het seizoen 2018/19 maakte Wieffer ook deel uit van de eerste selectie van FC Twente. Hij debuteerde voor FC Twente op 30 oktober 2018, in de met 4-2 gewonnen bekerwedstrijd tegen vv Noordwijk. Hij kwam in de 77e minuut in het veld voor Aitor Cantalapiedra. Hij maakte zijn competitiedebuut voor FC Twente op 8 maart 2019, in de met 0-2 gewonnen uitwedstrijd tegen TOP Oss. Tot een doorbraak bij FC Twente kwam het niet, en hij werd teruggezet naar Jong FC Twente.

#### Excelsior
In 2020 vertrok Wieffer transfervrij naar Excelsior. Daar maakte hij op 29 augustus zijn debuut tegen Jong PSV (6-1 overwinning). Op 9 oktober pakte hij in zijn vierde wedstrijd voor Excelsior een directe rode kaart tegen FC Eindhoven. Op 5 februari 2021 maakte Wieffer tegen FC Volendam (0-2) zijn eerste doelpunt in het betaalde voetbal en voor Excelsior. Op 1 maart was hij goed voor een hattrick aan assists tegen Jong Ajax, dat met 5-1 verslagen werd. In zijn tweede seizoen speelde hij 42 wedstrijden in competitie, beker en nacompetitie, waarin hij vijf goals maakte en negen assists gaf. Excelsior eindigde als zesde in de competitie en deed daarom mee aan de play-offs om promotie, waarin het achtereenvolgens Roda JC Kerkrade, Heracles Almelo en ADO Den Haag versloeg. Hij was in die wedstrijden goed voor één goal en twee assists en benutte zijn penalty in de beslissende wedstrijd tegen ADO, waarna Excelsior promoveerde. Wieffer was in twee jaar goed voor 77 wedstrijden voor Excelsior, waarin hij goed was voor zes goals en vijftien assists.

#### Feyenoord
Op 23 juni 2022 maakte Feyenoord bekend Wieffer over te nemen van Excelsior. Hij ondertekende een contract tot medio 2026. Op 8 september maakte Wieffer in de UEFA Europa League-wedstrijd tegen SS Lazio (2-4 verlies) zijn debuut voor Feyenoord. Op 12 januari stond Wieffer in de bekerwedstrijd tegen PEC Zwolle voor het eerst in de basis. Hij was in die wedstrijd ook meteen goed voor zijn eerste goal en assist voor Feyenoord. Vanaf die wedstrijd was Wieffer niet meer weg te denken uit de basis van Feyenoord. In januari en februari werd Wieffer verkozen tot Legioen Speler van de Maand.
Na zijn succesvolle start bij Feyenoord debuteerde hij op 27 maart 2023 voor het Nederlands elftal in de met 3-0 gewonnen wedstrijd tegen Gibraltar. Op 13 april scoorde Wieffer in de eerste wedstrijd om de kwartfinale van de Europa League tegen AS Roma de enige goal van de wedstrijd, waarna Roma in de return met 4-2 won. Op 17 april 2023 werd bekend dat Feyenoord en Wieffer een principeakkoord hadden bereikt over een contractverlenging tot medio 2027. In zijn eerste seizoen was Wieffer goed voor 37 wedstrijden, drie goals en zeven assists en won hij de landstitel met Feyenoord.
Op 4 augustus speelde Wieffer negentig minuten in de met 1-0 verloren strijd om de Johan Cruijff Schaal tegen PSV. 

#### Brighton & Hove Albion
Na twee succesvolle seizoenen bij de Rotterdammers maakte Wieffer de overstap naar Premier League-club Brighton & Hove Albion. Bij The Seagulls tekende hij een contract tot medio 2029. Zijn transfersom van 30 miljoen euro, die nog verder kan oplopen door bonussen, betekende voor Feyenoord een nieuw clubrecord.

### Interlandcarrière
In maart 2023 werd Wieffer door bondscoach Ronald Koeman voor het eerst opgenomen in de voorselectie van het Nederlands elftal. Op 17 maart 2023 maakte Koeman bekend dat Wieffer definitief bij de selectie zat voor de kwalificatieduels tegen Frankrijk en Gibraltar voor het Europees kampioenschap. Op 27 maart 2023 debuteerde Wieffer in de kwalificatiewedstrijd tegen Gibraltar. Tijdens de hierop volgende interlands in 2023 en 2024 kreeg hij regelmatig speeltijd. Zijn mogelijke eerste grote toernooi, het EK 2024, miste hij door een bovenbeenblessure.
| Interlands van Mats Wieffer voor Nederland | Interlands van Mats Wieffer voor Nederland | Interlands van Mats Wieffer voor Nederland | Interlands van Mats Wieffer voor Nederland | Interlands van Mats Wieffer voor Nederland | Interlands van Mats Wieffer voor Nederland |
| No.                                        | Datum                                      | Wedstrijd                                  | Uitslag                                    | Competitie                                 | Doelpunten                                 |
| ------------------------------------------ | ------------------------------------------ | ------------------------------------------ | ------------------------------------------ | ------------------------------------------ | ------------------------------------------ |
|                                            |                                            |                                            |                                            |                                            |                                            |
| Als speler bij Feyenoord                   |                                            |                                            |                                            |                                            |                                            |
| 1.                                         | 27 maart 2023                              | Nederland – Gibraltar                      | 3 – 0                                      | Kwalificatie EK 2024                       |                                            |
| 2.                                         | 14 juni 2023                               | Nederland – Kroatië                        | 2 – 4                                      | UEFA Nations League 2022/23                |                                            |
| 3.                                         | 18 juni 2023                               | Nederland – Italië                         | 2 – 3                                      | UEFA Nations League 2022/23                |                                            |
| 4.                                         | 10 september 2023                          | Ierland – Nederland                        | 1 – 2                                      | Kwalificatie EK 2024                       |                                            |
| 5.                                         | 13 oktober 2023                            | Nederland – Frankrijk                      | 1 – 2                                      | Kwalificatie EK 2024                       |                                            |
| 6.                                         | 16 oktober 2023                            | Griekenland – Nederland                    | 0 – 1                                      | Kwalificatie EK 2024                       |                                            |
| 7.                                         | 21 november 2023                           | Gibraltar - Nederland                      | 0 – 6                                      | Kwalificatie EK 2024                       | 23'                                        |
| 8.                                         | 22 maart 2024                              | Nederland – Schotland                      | 4 – 0                                      | Vriendschappelijk                          |                                            |
| 9.                                         | 26 maart 2024                              | Duitsland – Nederland                      | 2 – 1                                      | Vriendschappelijk                          |                                            |
| Als speler Brighton & Hove Albion          |                                            |                                            |                                            |                                            |                                            |
| 10.                                        | 14 oktober 2024                            | Duitsland – Nederland                      | 1 – 0                                      | Nations League 2024/25                     |                                            |
| 11.                                        | 16 november 2024                           | Nederland – Hongarije                      | 4 – 0                                      | Nations League 2024/25                     |                                            |
| 12.                                        | 19 november 2024                           | Bosnië en Herzegovina – Nederland          | 1 – 1                                      | Nations League 2024/25                     |                                            |
| 13.                                        | 20 maart 2025                              | Nederland – Spanje                         | 2 – 2                                      | Nations League 2024/25                     |                                            |
| 14.                                        | 10 juni 2025                               | Nederland - Malta                          | 8-0                                        | Kwalificatie WK 2026                       |                                            |

Bijgewerkt tot en met 10 juni 2025.

## Statistieken
| Seizoen                          | Club                      | Competitie     | Competitie | Competitie | Beker | Beker | Internationaal | Internationaal | Overige | Overige | Totaal | Totaal |
| Seizoen                          | Club                      | Competitie     | Wed.       | Dlp.       | Wed.  | Dlp.  | Wed.           | Dlp.           | Wed.    | Dlp.    | Wed.   | Dlp.   |
| -------------------------------- | ------------------------- | -------------- | ---------- | ---------- | ----- | ----- | -------------- | -------------- | ------- | ------- | ------ | ------ |
| 2018/19                          | FC Twente                 | Eerste divisie | 1          | 0          | 1     | 0     | –              | –              | –       | –       | 2      | 0      |
| 2019/20                          | FC Twente                 | Eredivisie     | 0          | 0          | 0     | 0     | –              | –              | –       | –       | 0      | 0      |
| 2020/21                          | Excelsior                 | Eerste divisie | 31         | 1          | 4     | 0     | –              | –              | –       | –       | 35     | 1      |
| 2021/22                          | Excelsior                 | Eerste divisie | 34         | 4          | 2     | 0     | –              | –              | 6       | 1       | 42     | 5      |
| 2022/23                          | Feyenoord                 | Eredivisie     | 25         | 1          | 4     | 1     | 8              | 1              | –       | –       | 37     | 3      |
| 2023/24                          | Feyenoord                 | Eredivisie     | 29         | 5          | 4     | 0     | 8              | 1              | 1       | 0       | 42     | 6      |
| 2024/25                          | Brighton & Hove Albion FC | Premier League | 1          | 0          | 0     | 0     | 0              | 0              | 0       | 0       | 1      | 0      |
| Carrièretotaal                   | Carrièretotaal            | Carrièretotaal | 121        | 11         | 15    | 1     | 16             | 2              | 7       | 1       | 159    | 15     |
| Bijgewerkt t/m 15 september 2024 |                           |                |            |            |       |       |                |                |         |         |        |        |

## Erelijst
| Eredivisie | 1x | 2022/23 |
| KNVB beker | 1x | 2023/24 |